# Ngo.pl
Ngo.pl – portal organizacji pozarządowych, który istnieje od grudnia 2000 roku. Zawiera najpełniejszą bazę polskich organizacji pozarządowych - spis.ngo.pl (150 000 profili stowarzyszeń i fundacji, 10 000 profili urzędów i instytucji, 80 000 odsłon w miesiącu), podstawowe źródło informacji o organizacjach pozarządowych w Polsce (3 miliony użytkowników rocznie). Tworzony jest przez same organizacje pozarządowe. Administratorem portalu jest Stowarzyszenie Klon/Jawor. Każdy użytkownik ma prawo dodawać własne artykuły i informacje o swoich organizacjach. 
Portal kierowany jest do organizacji pozarządowych oraz zwykłych ludzi, którzy angażują się lub chcą się zaangażować na rzecz innych osób. Zawiera informacje skierowane do samych organizacji pozarządowych, szczególnie wiadomości na temat zmian prawnych, pomocy społecznej, konkursów grantowych itd. 

## Budowa serwisu
W skład ngo.pl wchodzą działy takie jak:
- Publicystyka (redaktor naczelna Estera Flieger)[4]
- Poradnik
- Fakty o NGO
- Fundusze
- Szkolenia i wydarzenia
- Usługi dla NGO
- Ogłoszenia
- Spis organizacji
- Darowizny
- Sklep
- Serwisy regionalne

NGO.pl udostępnia także narzędzia:
- Wpłacam
- Pożytek
- Wyszukiwanie

Popularne cykle:
- Ludzie Sektora[5]
- Patronaty ngo.pl[6]
- Felietony [7]
- Pod lupą ngo.pl [8]

## Wyróżnienia i rankingi
- W 2006 portal zajął 12 miejsce na liście najczęściej odwiedzanych portali poświęconych tematyce pozarządowej w Polskim internecie, sporządzonej przez Gemius[1].
- W 2015 roku portal zajął 12 miejsce na liście najczęściej odwiedzanych portali poświęconych tematyce publicznej, notując w grudniu 2015 roku 382 083 realnych użytkowników.[9]